# Loxoconchidae
Loxoconchidae – rodzina małżoraczków z rzędu Podocopida i podrzędu Cytherocopina.
Przedstawiciele rodziny mają prawie romboidalne w obrysie bocznym i pokryte lekko dołeczkowatą ornamentacją karapaksy, wyposażone w wyrostek ogonowy osadzony w połowie wysokości. Zamek mają gongylodontyczny, a pory normalnie wykształcone.
Należy tu około 300 współczesnych gatunków. Rodzina dzieli się na 35 rodzajów:
- Alataconcha Whatley et Zhao (Yi-Chun), 1988
- Antarctiloxoconcha Hartmann, 1986
- Australoloxoconcha Hartmann, 1974
- Bonnyannella Athersuch, 1982
- † Bytholoxoconcha Hartmann, 1974
- Camptocythere Triebel, 1950
- Cytheromorpha Hirschmann, 1909
- Elofsonia Wagner, 1957
- Glacioloxoconcha Hartmann, 1990
- Gouiecythere Hu et Tao, 2008
- Heinia Bold, 1985
- Hirschmannia Elofson, 1941
- † Kuiperiana Bassiouni, 1962
- † Leptoconcha Huang, 1975
- Loxocauda Schornikov, 1969
- Loxoconcha Sars, 1866
- Loxoconchella Triebel, 1954
- Loxoconchidea Bonaduce, Ciampo et Masoli, 1976
- Loxocorniculum Benson et Coleman, 1963
- † Mandelstamia Ljubimova, 1955
- Miia Ishizaki, 1968
- Nannocythere Schaefer, 1953
- † Nigeroloxoconcha Reyment, 1963
- Nipponocythere Ishizaki, 1971
- Palmoconcha Swain et Gilby, 1974
- Paracytheromorpha Maybury et Whatley, 1986
- Phlyctocythere Keij, 1958
- Pseudoconcha Witte, 1993
- Pseudoloxoconcha Mueller, 1894
- † Pteroloxa Swain, 1963
- Roundstonia Neale, 1973
- Sagmatocythere Athersuch, 1976
- † Sarmatina Stancheva, 1990
- Touroconcha Ishizaki et Gunther, 1976
- Tuberoloxoconcha Hartmann, 1973